# 熊本県立八代農業高等学校泉分校
熊本県立八代農業高等学校泉分校（くまもとけんりつ やつしろのうぎょうこうとうがっこう いずみぶんこう, Izumi Branch of Kumamoto Prefectural Yatsushiro Agricultural High School）は、熊本県八代市泉町柿迫にある県立農業高等学校。

## 概要
歴史
1955年（昭和30年）4月に熊本県立八代農業高等学校の分校として開校。1998年（平成10年）4月にグリーンライフ科を設置した。2010年（平成22年）に創立55周年を迎えた。
設置課程・学科
全日制課程 グリーンライフ科
2年次より、「グリーンサイエンスコース」（林業に関する学習）と「ライフサイエンスコース」（生活に関する学習）に分かれる。

## 学校行事
1学期
- 4月 - 入学式、歓迎遠足
- 5月 - スポーツテスト、　生徒会・農業クラブ総会、茶つみ、県高校総体
- 6月 - 家庭訪問、カヌー教室、マウンテンバイク教室、釣り教室、普通救命講習、特産品祭り
- 7月 - カヌー実習、2・3年キャンプ実習、農業クラブ年次大会、福祉講座（点字）、クラスマッチ
- 8月 - 1年キャンプ実習、中学生体験入学

2学期
- 9月 - 体育大会、1年白岩戸野外活動、福祉講座（手話）
- 10月 - 修学旅行（山口県・大阪府）、林業ガイダンス
- 11月 - 文化祭、訪問介護員研修、1年野外活動（五家荘）、3年野外活動（久連子）
- 12月 - 燻製教室、クラスマッチ、ケーキ作り、役員改選

3学期
- 1月 - 2年インターンシップ、百人一首大会
- 2月 - 予餞会、チェーンソー講習、3年テーブルマナー
- 3月 - 卒業式

## 部活動
- カヌー部
- クライム部
- マウンテンバイク部
- バドミントン部
- 写真部
- 放送同好会